# الجنرال دير فولشيرميرتروب
```
الجنرال دير فولشيرميروب
 (
جنرال فيلق المظلات
) 
جنرالً الفرع
 في 
دويتشه لوفتوافه
 في 
ألمانيا النازية
. حتى نهاية 
الحرب العالمية الثانية
 في عام 1945، كانت رتبة الضابط هذه على مستوى ثلاث نجوم ( OF-8 )، أي ما يعادل 
رتبة جنرال
 
أمريكي
.
```

خدمات أخرى

كانت الدرجة مكافئة أيضًا للصفوف الألمانية الثلاث نجوم:
- أميرال كريجسمارينه أي ما يعادل ( نائب أميرال ) و
- أوبر غروبن فوهرر في فافن إس إس.

## قائمة الضباط الذين حملو رتبةالجنرال دير فولشيرميتروب

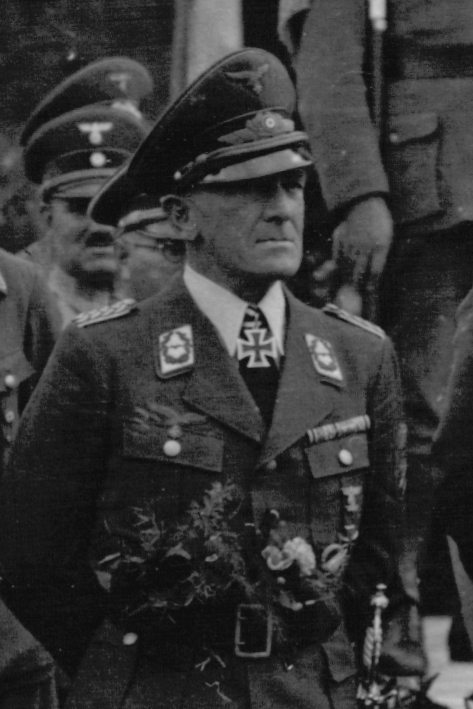
يوجين ميندل 1941

- برونو بروير
- بول كونراث
- ريتشارد هايدريش
- يوجين ميندل
- هيرمان بيرنهارد رامكي
- الفريد شليم
- كورت شتودنت